# Herbert Taylor (Schwimmer)
George Herbert Taylor (* 7. Juni 1892 in Chicago; † 16. Januar 1965 ebenda) war ein US-amerikanischer Schwimmer und Wasserballspieler.

## Karriere
Taylor besuchte die University of Wisconsin. 1920 nahm er an den Olympischen Spielen in Antwerpen teil. Hier scheiterte er im Wettbewerb über 200 m Brust im Vorlauf an der Halbfinalqualifikation. Mit der US-amerikanischen Wasserballmannschaft erreichte er den vierten Rang.
Auf nationaler Ebene errang er mit der Mannschaft der Chicago Athletic Association in den Jahren 1918 und 1927 die Meistertitel im Wasserball. Neben dem Schwimm- und Wasserballsport war Taylor auch begeisterter Segler – so gründete er am Geneva Lake eine Segelschule.